# Anna Čurdová
Anna Čurdová (* 19. dubna 1962 Hořice) je česká politička, počátkem 21. století poslankyně Poslanecké sněmovny za ČSSD.

## Biografie
Vystudovala Pedagogickou fakultu v Hradci Králové a Přírodovědeckou fakultu University Karlovy v Praze. V letech 1988–2002 pracovala pracovala jako učitelka ruštiny a společenských věd, byla výchovnou poradkyní postupně na základní škole v Odoleně Vodě, na středním odborném učilišti Aera Vodochody a na Střední průmyslové škole strojnické v Odoleně Vodě. Do roku 1991 byla v městském zastupitelstu v Odoleně Vodě.
Do ČSSD vstoupila roku 1993. Od roku 1996 byla tajemnicí organizace Sociálně demokratické ženy. Roku ji vláda Vladimíra Špidly jmenovala předsedkyní Rady vlády pro rovné příležitosti.
Ve volbách v roce 2002 byla zvolena do poslanecké sněmovny za ČSSD (volební obvod Středočeský kraj). Byla místopředsedkyní sněmovního výboru pro vědu, vzdělání, kulturu, mládež a tělovýchovu, členkou volebního výboru, v letech 2002–2004 i výboru pro evropskou integraci a v letech 2004–2006 místopředsedkyní výboru pro evropské záležitosti. Poslanecký mandát obhájila ve volbách v roce 2006. Stala se opět místopředsedkyní výboru pro evropské záležitosti. Dále byla členkou výboru pro sociální politiku a volebního výboru. Ve sněmovně setrvala do voleb v roce 2010. Jako poslankyně se zasadila o návrat Mezinárodního dne žen mezi oficiálně uznávané významné dny v České republice. Zároveň se podílela na prosazení zákona o registrovaném partnerství v Česku a prosazovala zavedení náhradního výživného.
Byla stínovou ministryní ČSSD „pro ženu a rodinu“. Její kariéra ve vrcholné politice skončila ovšem roku 2010, kdy se ve středních Čechách nedostala na kandidátní listinu sociální demokracie. Po volbách ji Bohuslav Sobotka ve stínové vládě nahradil Michaelou Marksovou-Tominovou. Za její eliminací z kandidátní listiny měli podle ní stát lidé okolo Davida Ratha, zejména jeho spolupracovník Filip Bušina. V roce 2011 jí zaniklo členství v ČSSD, když neuhradila stranický příspěvek vybíraný od zákonodárců ČSSD. Čurdová se hájila tím, že v době výkonu svého poslaneckého mandátu sponzorovala některé akce ČSSD a tudíž nemusí peníze uhradit.